# Бањоло (Гросето)
Бањоло (итал. Bagnolo) је насеље у Италији у округу Гросето, региону Тоскана.
Према процени из 2011. у насељу је живело 612 становника. Насеље се налази на надморској висини од 835 м.